# 马来西亚工程部
马来西亚工程部（簡稱KKR）又称马来西亚公共工程部是马来西亚政府的一个部门，职责为管理建设项目、道路建设及维护、建筑业、工程师、建筑师和工料测量师。其总部设立在吉隆坡。

## 历史
1956年：工程、邮政及电信部
1975年：工程及交通部
1978年：工程及公共设施部
1980年代起：马来西亚工程部

## 组织架构
工程部长是马来西亚工程部的最高政务官，由马来西亚首相任命，并由1名同样为政务官的副工程部长辅助。
秘书长是马来西亚工程部的最高事务官，由2名副秘书长分管大部分内设机构。
- 部长
  - 副部长
  - 秘书长
    - 副秘书长（政策与发展）
      - 道路规划处秘书
      - 政策及国际处秘书
      - 发展及私有化秘书
      - 设施管理处秘书

    - 副秘书长（管理）
      - 人力资源管理处秘书
      - 管理服务处秘书
      - 会计处处长
      - 财务处秘书
      - 组织规划处秘书
      - 信息管理处秘书

    - 秘书长直属
      - 首席法律顾问
      - 内部审计科科长
      - 廉政科总监
      - 组织通讯科科长（公关科科长）

### 附属联邦政府机构
1. 马来西亚公共工程局（JKR）

### 附属法定机构
1. 马来西亚大道局（LLM）
2. 马来西亚建筑工业发展局（CIDB）
3. 马来西亚工程师局（BEM）
4. 马来西亚建筑师局（LAM）
5. 马来西亚工料测量师局（LJBM）